# Studia Mediaevalia Bohemica
Studia Mediaevalia Bohemica (zkráceně SMB) je český vědecký recenzovaný časopis vydávaný od roku 2009 pražským Centrem medievistických studií. Zaměřuje se na interdisciplinární bádání o středověku, na mezioborovou diskusi a na informace o aktuální středoevropské odborné literatuře. Je otevřen rozmanitým přístupům, zabývajícím se rozličnými aspekty středověkých dějin s důrazem na Česko a střední Evropu z pohledu různých medievistických disciplín (historie, archeologie, dějin umění, pomocných věd historických a dalších). Obsahuje příspěvky napsané v několika jazycích (česky, slovensky, anglicky, německy, polsky).